# Aceñas de Cabañales
Las aceñas de Cabañales son un grupo de tipo de molinos ubicado sobre el cauce del río Duero (margen izquierda), en la ciudad española de Zamora. Constituyen uno de los cinco conjuntos de aceñas que todavía subsisten en la ciudad, si bien todos ya fuera de uso productivo desde comienzos del siglo XX. Conviven con otras aceñas como son las de Olivares o las de la Pinilla. Ambas en posesión del cabildo catedralicio hasta el siglo XX.  Estas aceñas se encuentran aguas arriba del puente de Piedra, en el margen izquierdo. 

## Historia
Los molinos fueron inicialmente durante el siglo XI propiedad de la iglesia hasta la llegada de la desamortización que pasaron a manos privadas. Con el advenimiento de máquinas de vapor las aceñas fueron dejándose de usar. Se abandonaron y finalmente tuvieron que ser rehabilitados como museo en mayo de 2003. A pesar de estas intervenciones permanecen cerrados hasta 2012. 